# قسم إسماعيلية الريفي
قسم إسماعيلية الريفي (بالإنجليزية: Esmailiyeh Rural District)‏ هي قسم في المنطقة المركزية في محافظة خوزستان (الأهواز) في إيران. يقدر عدد سكانها بـ 48,235 نسمة.